# 東京スキルアップ専門学院
東京スキルアップ専門学院（とうきょうスキルアップせんもんがくいん、略称:TSC）は、株式会社フジユキエデュケーションズが運営する施設。おもにOAビジネス科関連の課程を開講している。2010年11月現在、基金訓練を実施している教育訓練施設である。

## 所在地
- 稲田堤本校　神奈川県川崎市多摩区菅1-4-11
- 新宿校　東京都新宿区西新宿7-5-6　クリーン西新宿ビル6F

## 受講システム
受講の際に受講資格の詳細をハローワークで相談する必要がある。受講システムは、希望講座内容を提示し、最寄ハローワークで求職手続を行い、募集の期間内に受講の手続を行う。受講手続きの完了後、選考面接を経て入校許可がなされ、受講することが出来る。なお、受講科目によっては、面接以外の選考なされる。